# Paul Leitner
Paul Leitner, nemški general in vojaški veterinar, * 19. februar 1888, Gräfenhain, † 8. maj 1945, Itzehoe.